# Inostemma rileyi
Inostemma rileyi är en stekelart som beskrevs av William Harris Ashmead 1887. Inostemma rileyi ingår i släktet Inostemma och familjen gallmyggesteklar. Inga underarter finns listade i Catalogue of Life.